# Rebutia minuscula
Espèce
Rebutia minuscula est une espèce de cactaceae d'Amérique du Sud que l'on trouve dans le nord de l'Argentine et de la Bolivie.
,

## Description
C'est l'espèce type du genre rebutia. Elle se présente sous forme d'articles sphériques jusqu'à 5 cm de diamètre, épais et avec un creux au sommet. Ils forment souvent de grandes touffes serrées. Ils portent des aréoles rangées en spirale et suportant de fines épines blanchâtres jusqu'à 3 mm de long .
Comme chez d'autres espèces de Rebutia, les fleurs ne sont pas produites au sommet des articles, mais autour de la base. Elles sont le plus souvent rouges, mais parfois roses, oranges, jaunes ou blanches. Elles vont jusqu'à 4 cm de long et 5 cm de diamètre .

## Culture
Le mode de culture est celui des cactus en général : l'hiver au frais (>5°C) et au sec. En saison, il faut du soleil, des arrosages plus généreux mais attendre que le substrat soit sec. 
Le mode de multiplication le plus facile est le bouturage d'articles à détacher du pied mère. Espèce fleurissant facilement parfois au bout d'un an seulement .
.

## Taxonomie
La taxonomie est instable. C'est un cas de polyphylie, c'est-à-dire d'espèces identifiées par leurs ressemblances et non par leurs caractéristiques botaniques. Elle comprend à la fois des variétés (Rebutia minuscula var. wessneriana (Bewer.) Eb.Scholz) et des synonymes :
- Rebutia calliantha
- Rebutia carminea
- Rebutia chrysacantha
- Rebutia grandiflora
- Rebutia ionantha
- Rebutia iseliniana
- Rebutia kariusiana
- Rebutia kesselringiana
- Rebutia knuthiana
- Rebutia krainziana
- Rebutia marsonerii
- Rebutia senilis
- Rebutia stuemeriana
- Rebutia violaciflora
- Rebutia wessneriana
- Rebutia xanthocarpa

## Images

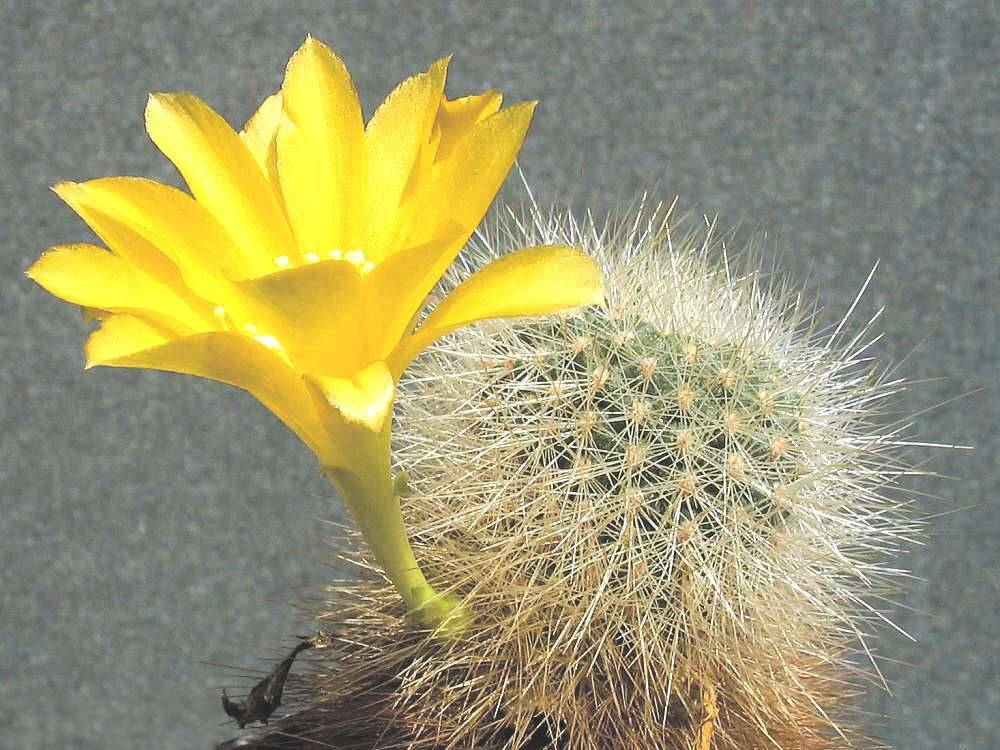
Rebutia chrysacantha
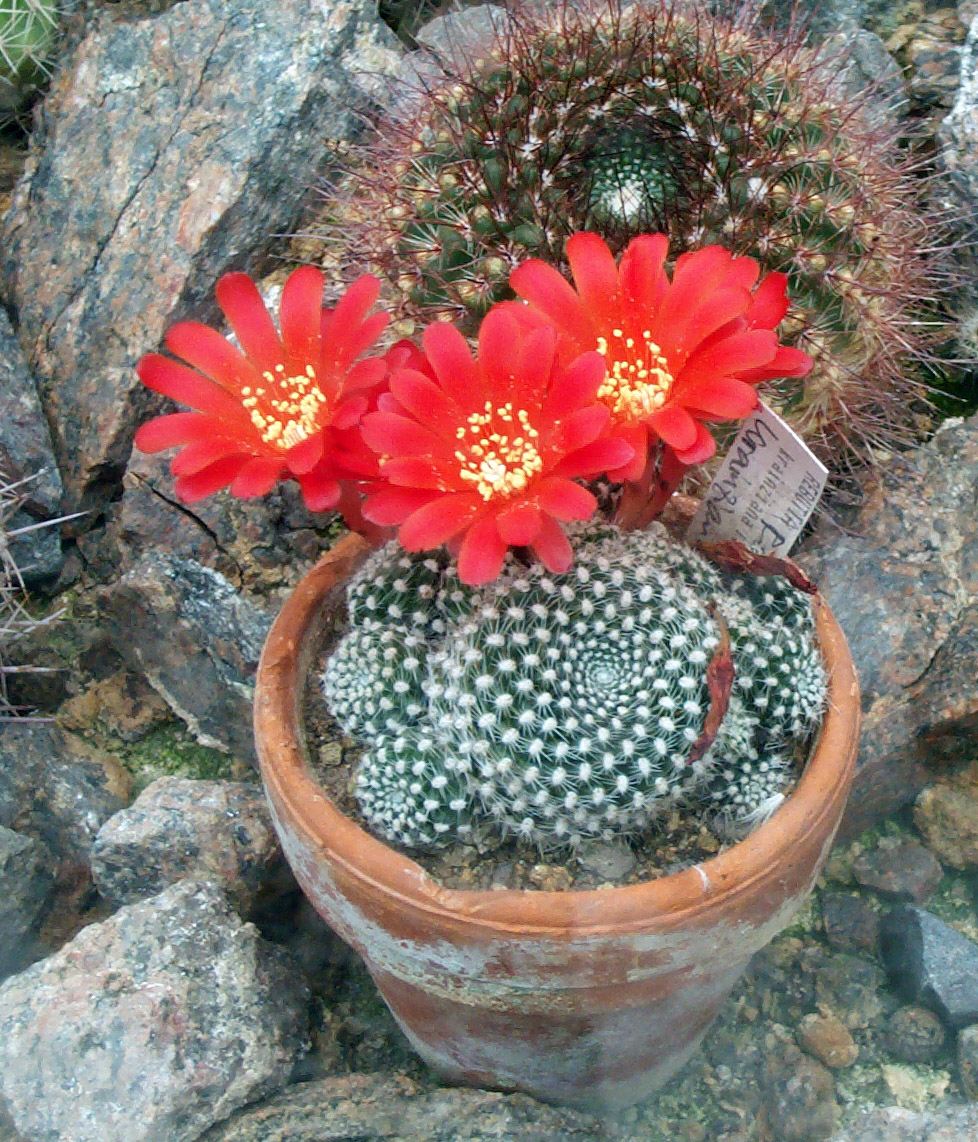
Rebutia krainziana
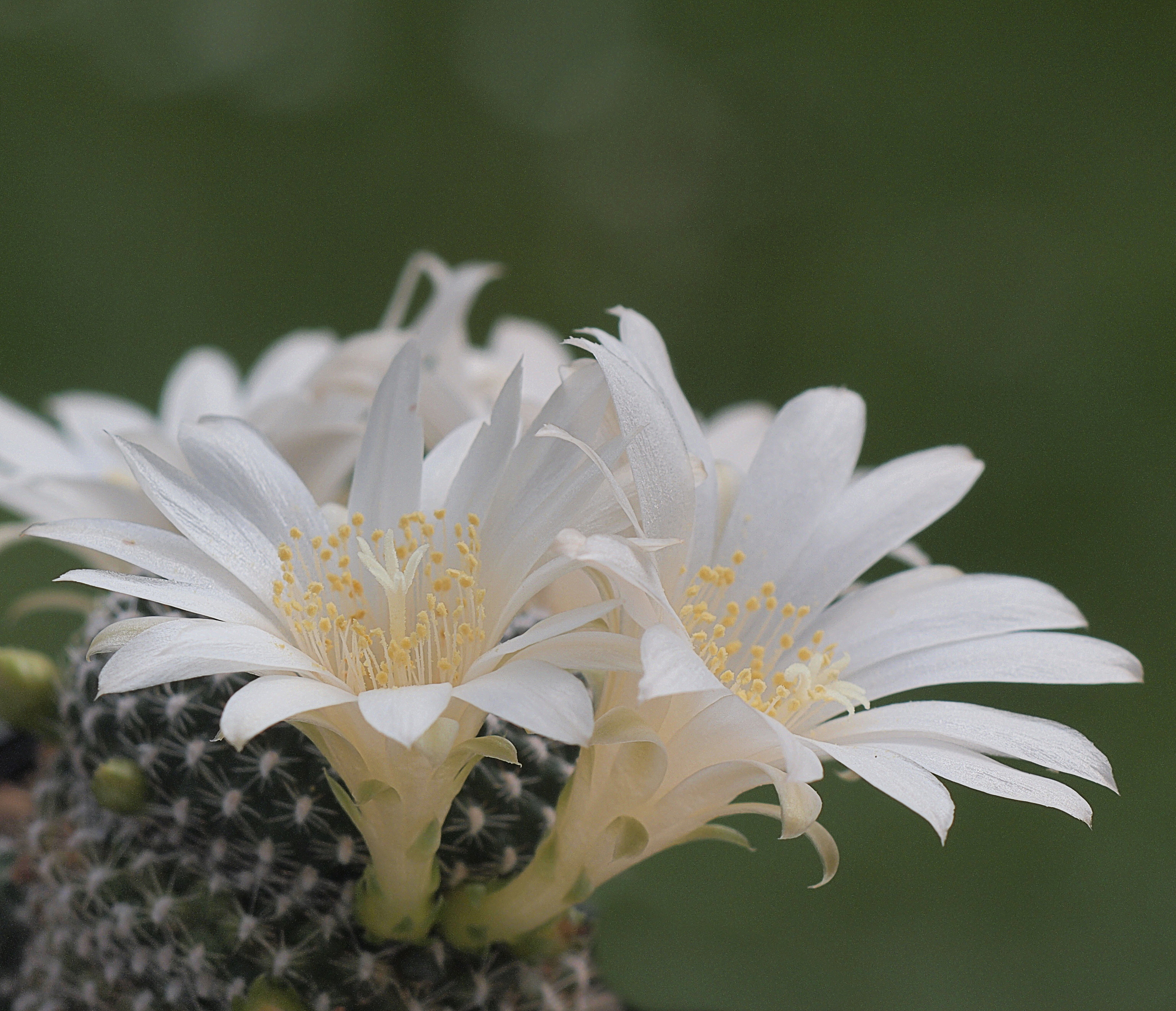
Rebutia krainziana v.albiflora
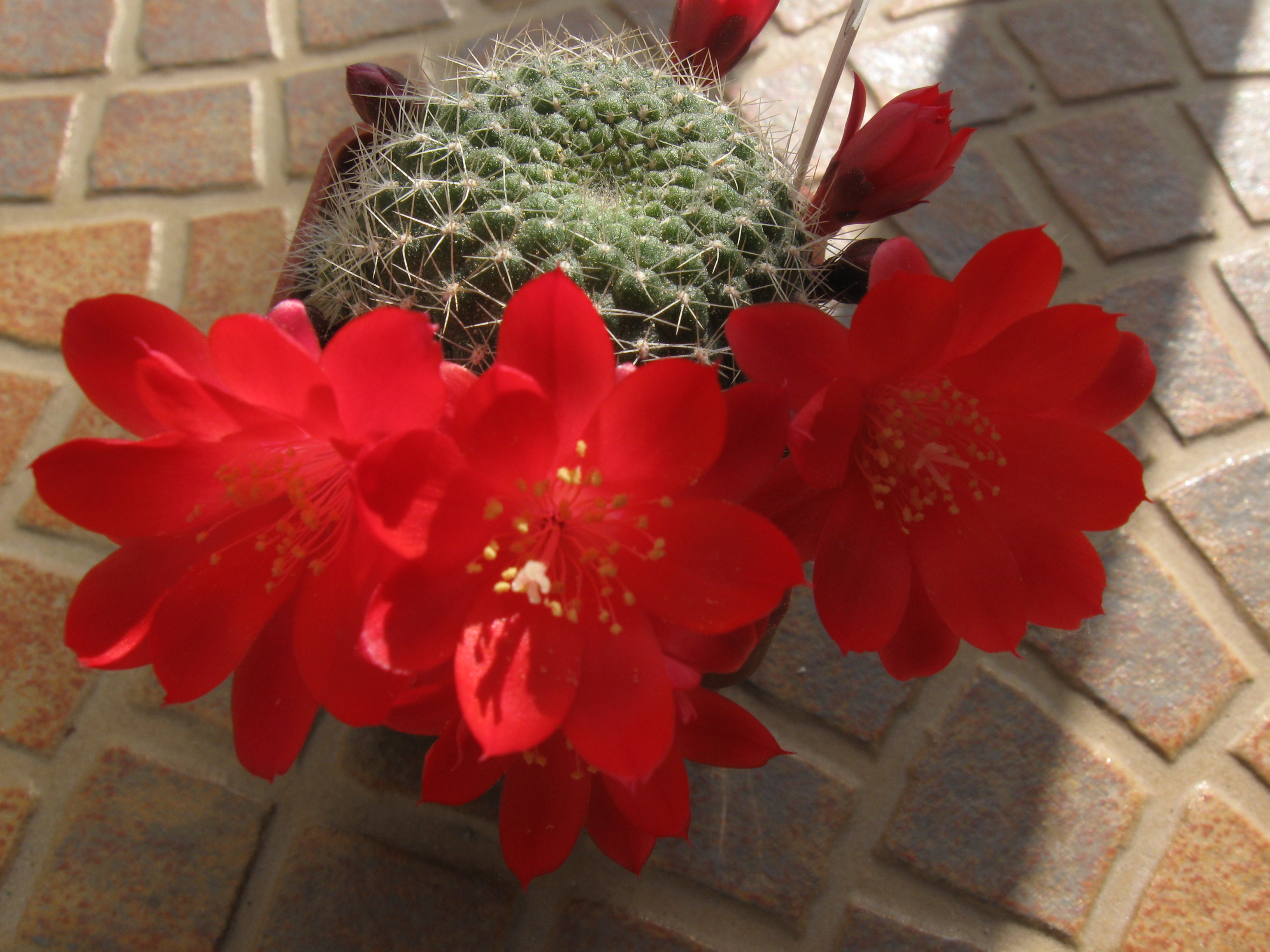
Rebutia grandiflora
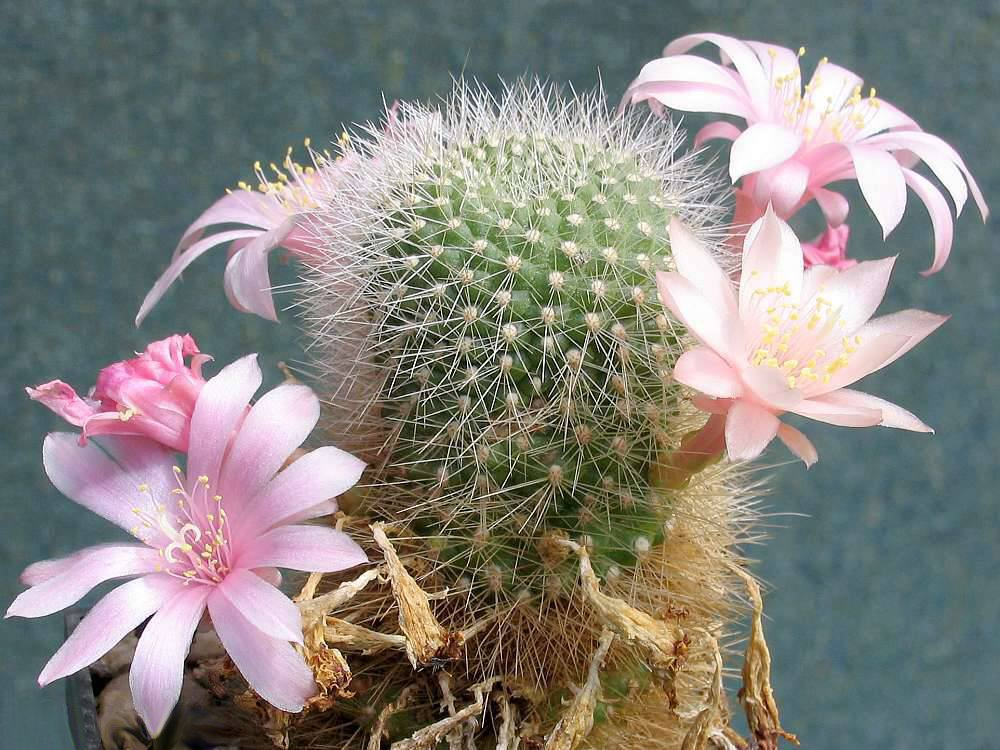
Rebutia kariusiana
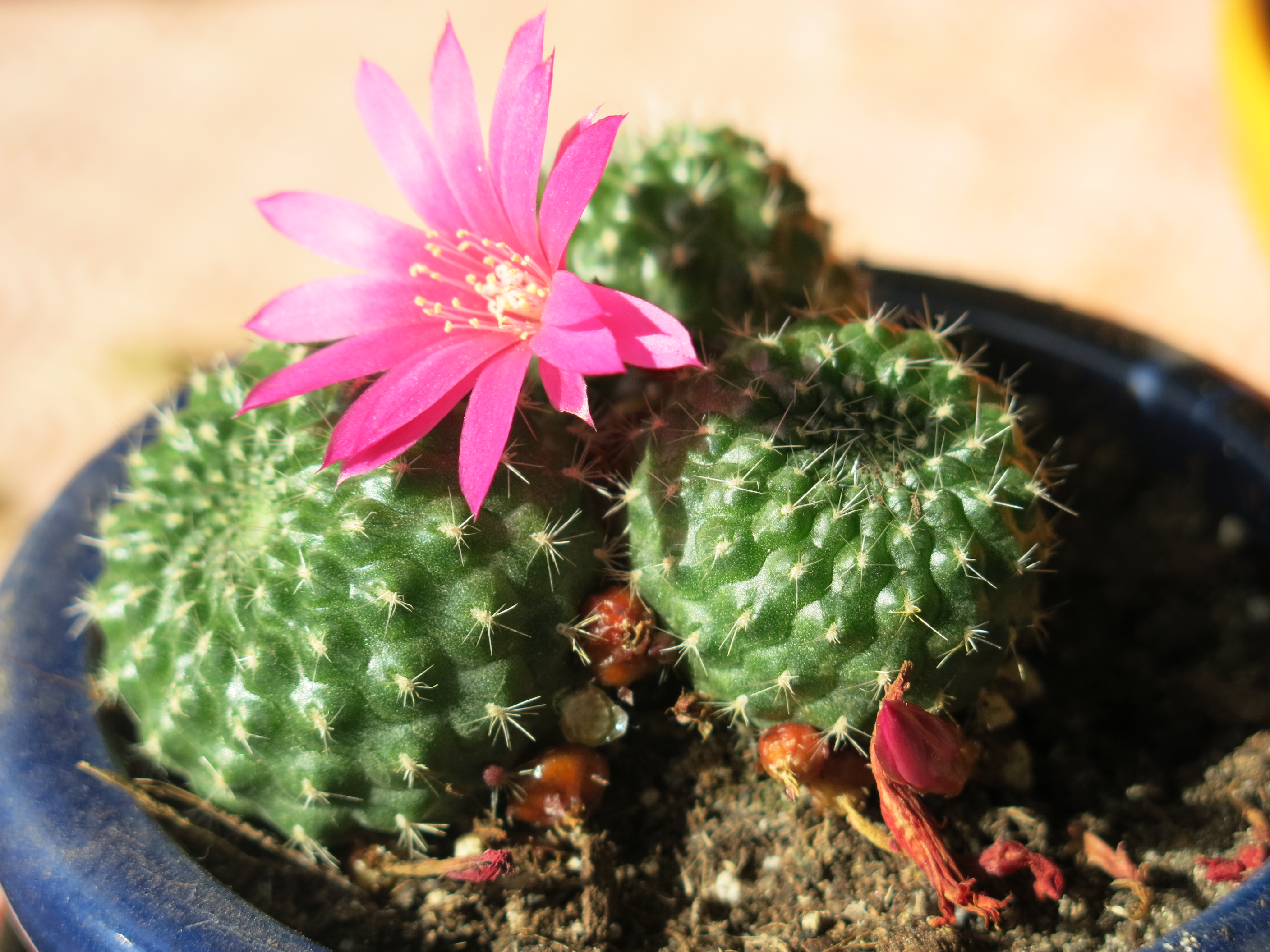
Rebutia ionantha
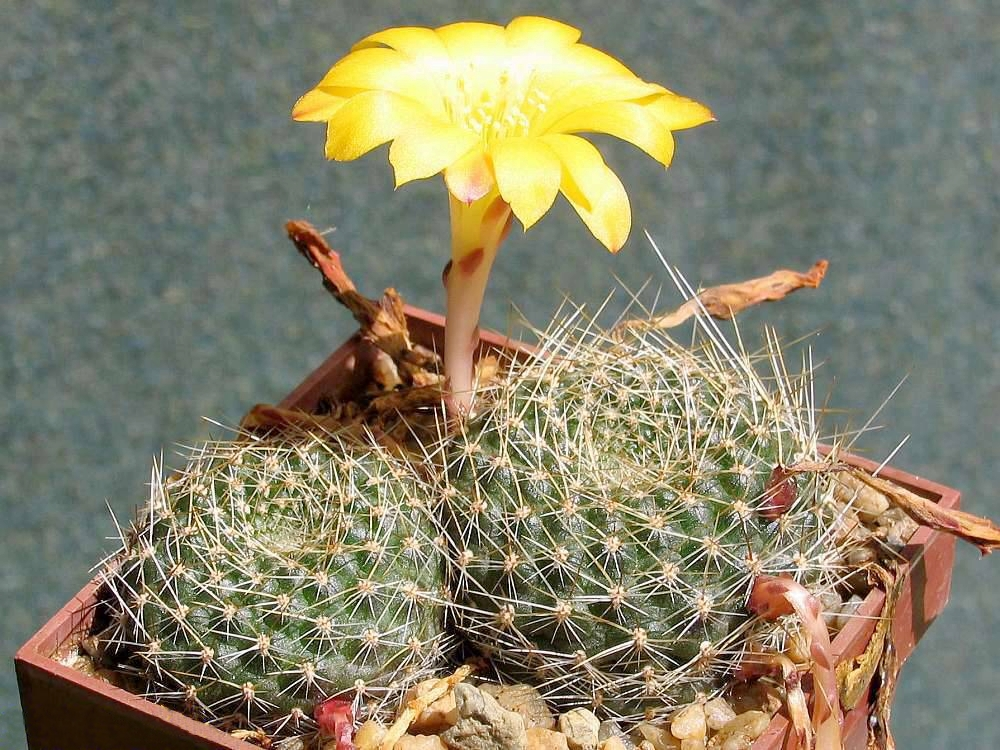
Rebutia marsoneri
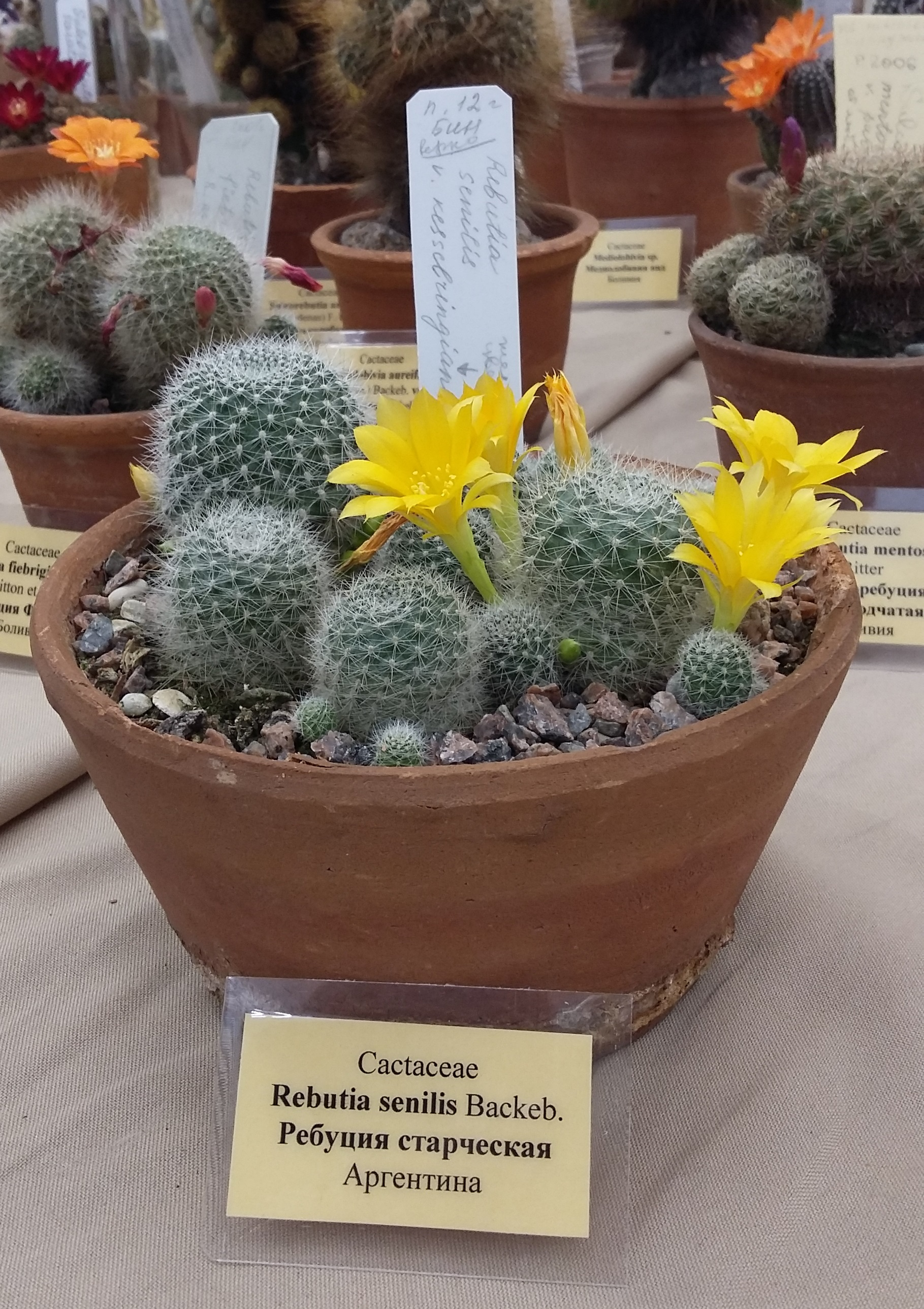
Rebutia senilis
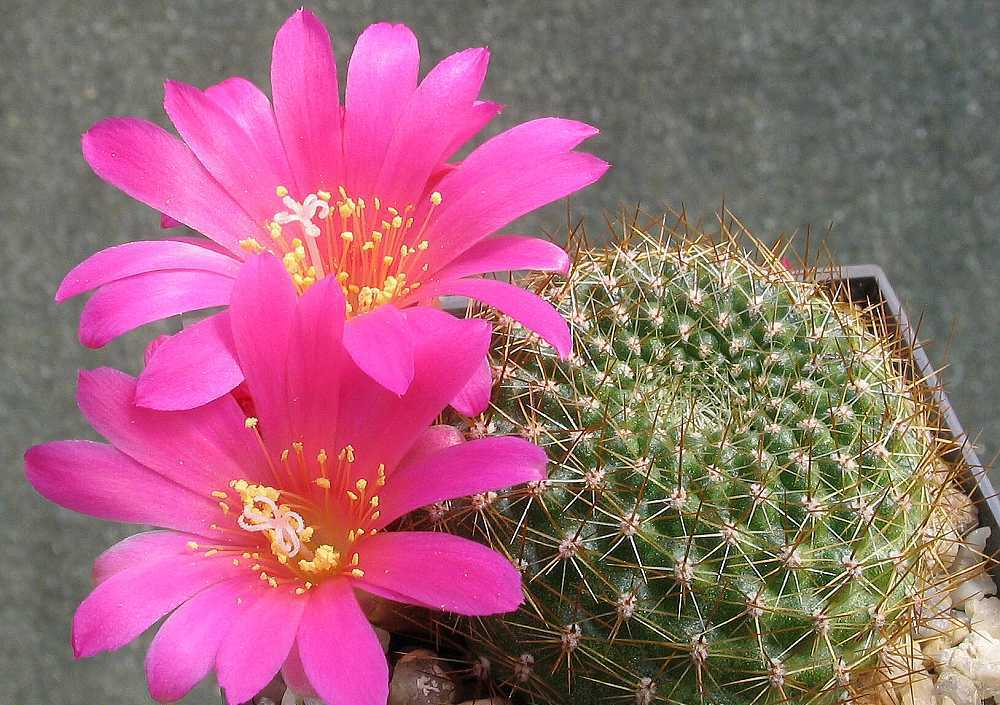
Rebutia violaciflora
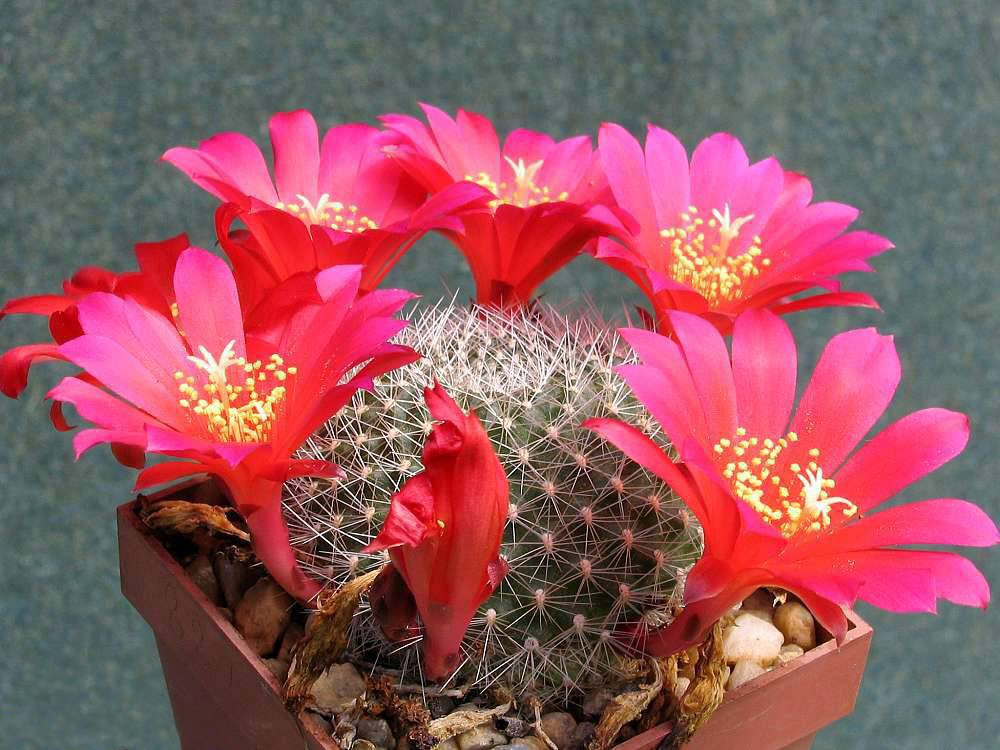
Rebutia wessneriana
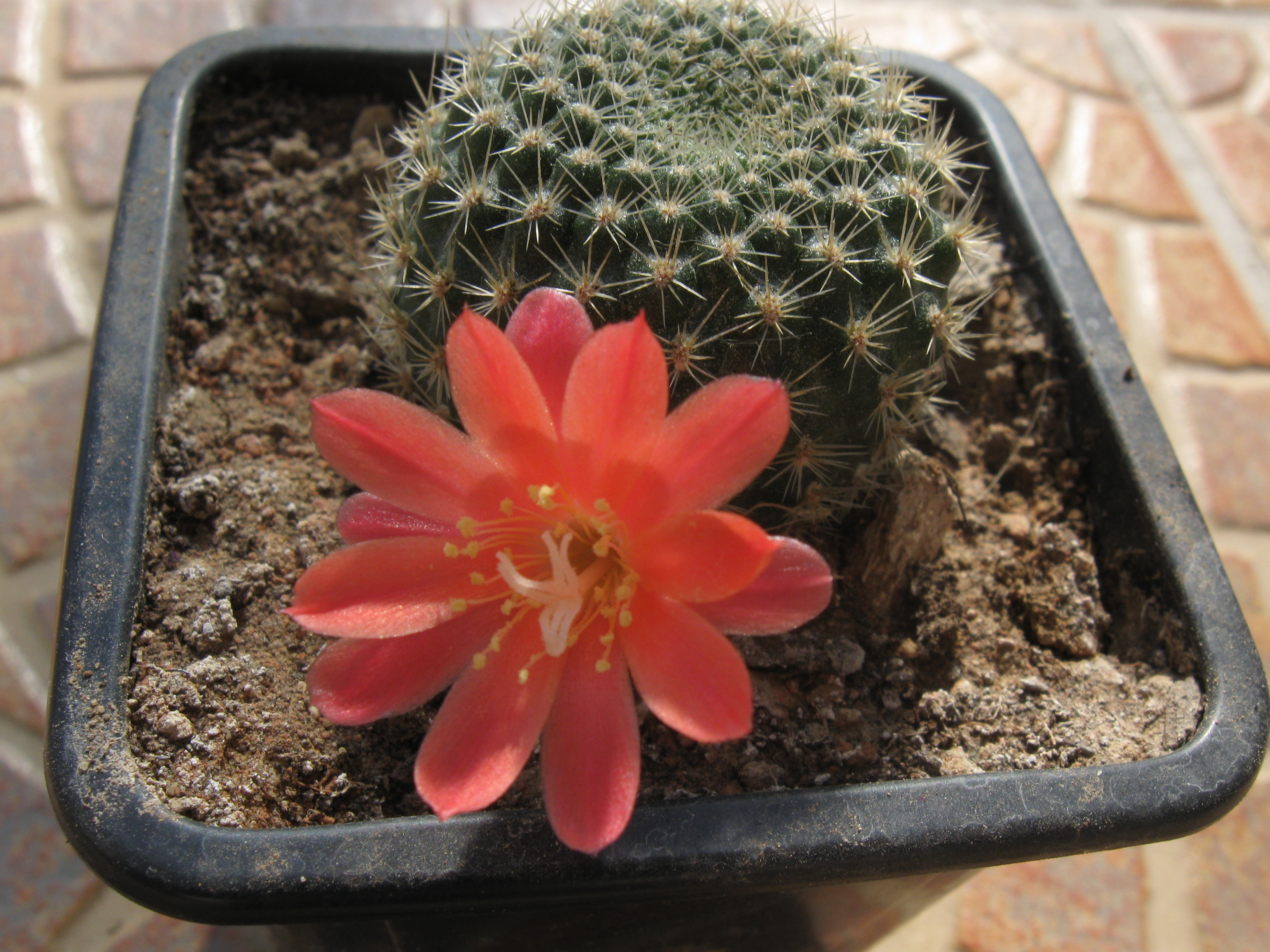
Rebutia xanthocarpa